# Kocatepe (métro d'Istanbul)
Pour les articles homonymes, voir Kocatepe.
Kocatepe est une station de la ligne M1 du métro d'Istanbul, en Turquie. Située dans le quartier de Kocatepe éponyme, du district de Bayrampaşa, elle est inaugurée le 3 septembre 1989 avec l'ouverture de la ligne dont elle constitue provisoirement le terminus occidental avant que celle-ci ne soit prolongée dès le 18 décembre 1989 d'une station jusqu'à Esenler.

## Histoire
La station, alors dénommée Kartaltepe, du nom du quartier voisin Kartaltepe qu'elle dessert, est mise en service le 3 septembre 1989, lors de l'ouverture à l'exploitation de la première section, d'Aksaray à  Kartaltepe, de la ligne M1 du métro d'Istanbul. Elle est depuis renommée Kocatepe, nom du quartier Kocatepe, du district de Bayrampaşa qu'elle dessert.
Elle devient une station de passage le 18 décembre 1989, lors du prolongement de la ligne jusqu'au nouveau terminus de Esenler.